# Kim Jin-ho
Kim Jin-ho   (1 de desembre de 1961) és una ex-tiradora amb arc sud-coreana que va competir durant les dècades de 1970 i 1980.
El 1984 va prendre part en els Jocs Olímpics de Múnic, on va guanyar la medalla de bronze en la prova individual del programa de tir amb arc. En el seu palmarès també destaquen quatre medalles d'or, una de plata i una de bronze al Campionat del món de tir amb arc i cinc medalles d'or i quatre de plata als Jocs Asiàtics.